# Unendlichdimensionale Chern-Simons-Theorie
Unendlichdimensionale Chern-Simons-Theorie (nicht zu verwechseln mit ∞-Chern-Simons-Theorie) ist eine Verallgemeinerung der Chern-Simons-Theorie auf unendlichdimensionale Mannigfaltigkeiten. Diese werden nicht über endlichdimensionalen euklidischen Räumen modelliert, sondern unendlichdimensionalen topologischen Vektorräumen, wie etwa Hilbert-, Banach- und Fréchet-Räumen, was jeweils auf Hilbert-, Banach- und Fréchet-Mannigfaltigkeiten führt. Hauptfaserbündel, welche in der endlichdimensionalen Chern-Simons-Theorie mit (kompakten) Lie-Gruppen als Eichgruppen betrachtet werden, werden dann passend und entsprechend mit Hilbert-Lie-, Banach-Lie- und Fréchet-Lie-Gruppen als Eichgruppen betrachtet. Dadurch werden auch ihre Totalräume jeweils zu Hilbert-, Banach- und Fréchet-Mannigfaltigkeiten. Diese werden jeweils Hilbert-, Banach- und Fréchet-Hauptfaserbündel genannt. Benannt ist die Theorie nach Shiing-Shen Chern und James Simons, welche im Jahr 1974 erstmals die Chern-Simons-Formen beschrieben haben, obwohl die Verallgemeinerung nicht von ihnen stammt.